# Director General de la Policía Nacional de Panamá
El director general de la Policía Nacional de Panamá es el jefe de la policía civil de Panamá. Director general corresponde al grado y cargo por encima de los de Comisionados y Subcomisionados, cuya misión es dirigir y comandar a la Policía Nacional.

## Designación y funciones
El Director General de la Policía Nacional es un funcionario de libre nombramiento y remoción designado por el Presidente de la República con la asistencia del Ministro de Seguridad Pública y podrán ser escogidos civiles como funcionarios de la Carrera Policial. 
De ser escogido un civil este recibirá el título de Director General de la Policía Nacional, una placa policial de numeración 00002 y el banderín de mando de la Dirección General de la Policía Nacional y no formará parte del escalafón policial.
De ser escogido un funcionario de Carrera Policial además de recibir el título de Director General de la Policía Nacional recibirá el banderín de mando de la institución. 
Cada Cambio de Gobierno es común que se nombre a un nuevo director siendo mencionado con antelación a la toma de posesión presidencial y tomando posesión de su cargo ante el Presidente de la República en una ceremonia realizada en la Sede Policial en la Ciudad de Panamá días posteriores a la toma de posesión presidencial.
A pesar de ser un funcionario de libre nombramiento y remoción debe cumplir con ciertos requisitos siendo:
1. Ser mayor de edad y estar en pleno ejercicio de los derechos civiles y políticos.
2. Tener título universitario 
3. No haber sido condenado y tener reconocida moral en la comunidad.
Su función principal es la dirección total de la Policía Nacional lo que ordena la dirección total de la institución y la designación de los oficiales que deben supervisar las direcciones de la institución y las zonas policiales, Asimismo recomienda asensos, traslados y condecoraciones al Presidente de la República y participa del Consejo de Seguridad Pública y Defensa Nacional.
Es el nivel directivo superior de la institución junto al Subdirector General y al Subdirector Penitenciario que preserva los principios y la doctrina institucional. Establece, consolida, difunde y desarrolla las políticas de la Policía Nacional. Es asistido por el Directorio de la Policía Nacional.

## Directores generales
| Nombre                                         | Presidente                |
| ---------------------------------------------- | ------------------------- |
| Coronel Roberto Armijo                         | Guillermo Endara Galimany |
| Coronel Eduardo Herrera Hassan                 | Guillermo Endara Galimany |
| Teniente Coronel Fernando Quezada              | Guillermo Endara Galimany |
| Ebrahim Asvat                                  | Guillermo Endara Galimany |
| Gonzalo Méndez Franco                          | Guillermo Endara Galimany |
| Oswaldo Fernández                              | Guillermo Endara Galimany |
| José Luis Sosa                                 | Ernesto Pérez Balladares  |
| Carlos Barés Weeden                            | Mireya Moscoso            |
| Gustavo Pérez                                  | Martín Torrijos Espino    |
| Rolando Mirones                                | Martín Torrijos Espino    |
| Comisionado Jaime Ruíz Jayes Director Interino | Martín Torrijos Espino    |
| Comisionado Francisco Troya Aguirre            | Martín Torrijos Espino    |
| Gustavo Pérez (hijo)                           | Ricardo Martinelli        |
| Julio Moltó                                    | Ricardo Martinelli        |
| Comisionado Omar Pinzón                        | Juan Carlos Varela        |
| Comisionado Alonso Vega Pino                   | Juan Carlos Varela        |
| Comisionado Jorge Miranda                      | Laurentino Cortizo        |
| Comisionado Gabriel Medina                     | Laurentino Cortizo        |
|                                                |                           |
| Ingeniero Jaime Fernández                      | José Raúl Mulino          |